# Discestra armata
Discestra armata là một loài bướm đêm trong họ Noctuidae.